# 869 (szám)
A 869 (római számmal: DCCCLXIX) egy természetes szám, félprím, a 11 és a 79 szorzata.

## A szám a matematikában
A tízes számrendszerbeli 869-es a kettes számrendszerben 1101100101, a nyolcas számrendszerben 1545, a tizenhatos számrendszerben 365 alakban írható fel.
A 869 páratlan szám, összetett szám, azon belül félprím, kanonikus alakban a 111 · 791 szorzattal, normálalakban a 8,69 · 102 szorzattal írható fel. Négy osztója van a természetes számok halmazán, ezek növekvő sorrendben: 1, 11, 79 és 869.
A 869 négyzete 755 161, köbe 656 234 909, négyzetgyöke 29,47881, köbgyöke 9,54274, reciproka 0,0011507. A 869 egység sugarú kör kerülete 5460,08803 egység, területe 2 372 408,25 területegység; a 869 egység sugarú gömb térfogata 2 748 830 358,9 térfogategység.